# Jorge Haeberli
Jorge Haeberli – argentyński lekkoatleta, skoczek o tyczce. Trzykrotny mistrz Ameryki Południowej w skoku o tyczce.
Zawodnik zdobył trzy złote medale w skoku o tyczce na lekkoatletycznych mistrzostwach Ameryki Południowej w latach 1924, 1926 i 1927, osiągając kolejno rezultaty: 3,60 m, 3,65 m i 3,70 m.